# Aproximație Gauss

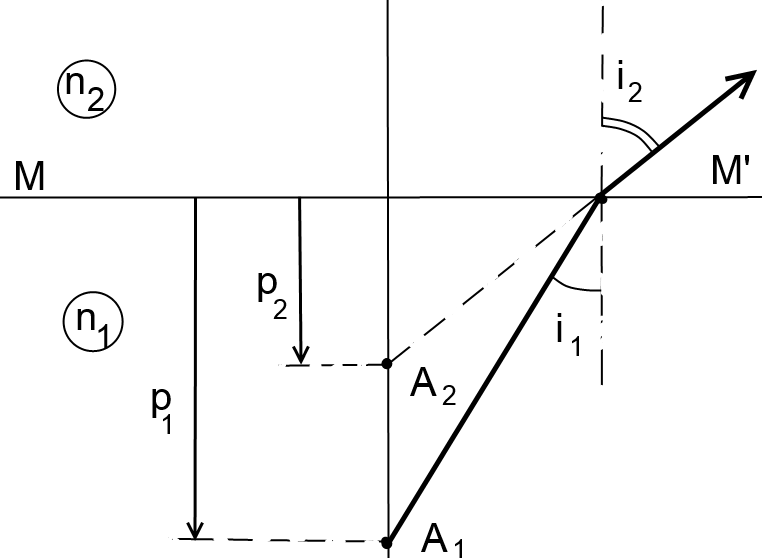
Ilustrarea aproximaţiei Gauss

În optica geometrică, aproximația Gauss (sau aproximația fasciculelor paraxiale) reprezintă o aproximație conform căreia, în cadrul unui sistem optic, fasciculele de lumină care formează imaginea sunt considerate paraxiale.
Astfel, dacă cele două medii transparente au indicii de refracție n1 și n2, i1 unghiul fomat de raza incidentă cu axa optică, iar i2 cel format de raza refractată, atunci:
{\displaystyle p_{2}=p_{1}{\frac {\tan i_{1}}{\tan i_{2}}}.}
Poartă numele matematicianului Carl Friedrich Gauss.
Deoarece imaginea unui obiect reprezintă juxtapunerea imaginilor porțiunilor infinit de mici care alcătuiesc obiectul, claritatea acestuia ar putea fi perfectă dacă imaginea unui punct al obiectului ar fi de asemenea perfectă.
Un sistem optic care satisface asemenea condiție se numește stigmatic, iar punctul obiect și punctul imagine se numesc puncte conjugate.
Orice abatere de la stigmatism se numește aberație, care poate fi geometrică sau cromatică.
În anumite condiții, un sistem optic real poate forma o imagine aproximativ stigmatică.
Cel mai important caz de stigmatism aproximativ apare în cazul formării imaginii cu raze de lumină foarte apropiate de axa optică, paraxiale.
Aproximația gaussiană este tocmai acest tip de aproximație.